# Yūtarō Hara
Yūtarō Hara (jap. 原 裕太郎, Hara Yūtarō; * 23. April 1990 in Hikawa, Präfektur Shimane) ist ein ehemaliger japanischer Fußballspieler.

## Karriere
Yūtarō Hara erlernte das Fußballspielen in der Jugendmannschaft von Sanfrecce Hiroshima. Hier unterschrieb er 2009 auch seinen ersten Profivertrag. Der Verein aus Hiroshima, einer Hafenstadt im Südwesten der japanischen Hauptinsel Honshū in der gleichnamigen Präfektur Hiroshima, spielte in der höchsten japanischen Liga, der J1 League. 2012 und 2013 wurde der Torwart mit Sanfrecce japanischer Fußballmeister. 2010 und 2014 stand er mit dem Klub im Finale des J.League Cup. 2010 verlor Sanfrecce das Endspiel gegen Júbilo Iwata mit 5:3, 2014 verlor man gegen Gamba Osaka mit 3:2. Das Finale des Emperor’s Cup erreichte der Klub 2013. Hier unterlag man den Yokohama F. Marinos mit 2:0. Den japanischen Supercup gewann Hiroshima 2013 und 2014. 2013 besiegte man Kashiwa Reysol mit 1:0, 2014 die Yokohama F. Marinos mit 2:0. 2015 unterschrieb er einen Zweijahresvertrag bei Roasso Kumamoto. Von Mai 2016 bis Januar 2017 wurde er an den Ligakonkurrenten Ehime FC nach Matsuyama ausgeliehen. Nach Ende der Ausleihe wurde er von Ehime Anfang 2017 fest verpflichtet.
Am 1. Februar 2021 beendete Hara seine Karriere als Fußballspieler.

## Erfolge
Sanfrecce Hiroshima
- J1 League

Meister: 2012, 2013
- J.League Cup

Finalist: 2010, 2014
- Emperor’s Cup

Finalist: 2013
- Japanischer Supercup:

Sieger: 2013, 2014